# リスベート・ツヴェルガー
リスベート・ツヴェルガー（Lisbeth Zwerger、1954年5月26日 – ）は、オーストリアの絵本画家、イラストレーターである。

## 来歴
1954年、オーストリアウィーン生まれ。ウィーン応用美術大学を卒業後、1977年、E.T.A.ホフマンの『ふしぎな子』のイラストでデビュー。その後、多くの童話を題材とした絵本を製作し、1990年には国際アンデルセン賞画家賞を受賞。

## 受賞歴
- 1978年 ボローニャ国際児童図書展グラフィック大賞 「ふしぎな子」[1]
- 1979年　ブラチスラバ国際絵本原画展(BIB)優良賞 「ふしぎな子」[1]
- ブラチスラバ国際絵本原画展(BIB)金賞[1]
- オーストリア政府賞[1]
- ニューヨーク・タイムズ年間最優秀絵本賞[1]
- 1990年 国際アンデルセン賞画家賞[1]
- 1998年 オーストリア栄誉賞(児童文学)受賞[2]
- 2003年 オーストリア共和国功績勲章金章受勲[2]

## 主な作品
- E.T.A.ホフマン, "The Strange Child"（『ふしぎな子』）, 1977
- クレメンス・ブレンターノ, "The Legend of Rosepedal", 1978
- グリム兄弟, "Hansel and Gretel", 1979
- E.T.A.ホフマン, "Nutcracker and Mouseking", 1979 (初版)
- ハンス・クリスチャン・アンデルセン, "en:Thumbelina"（親指姫）, 1980
- グリム兄弟,  "The Seven Ravens", 1981
- ハンス・クリスチャン・アンデルセン, "The Swineherd"（『ぶたかい王子』）, 1982
- オー・ヘンリー, "The Gift of the Magi", （『賢者のおくりもの』）1982
- グリム兄弟, Le Petit Chaperon Rouge ("en:Little Red Cap")（赤ずきん）, 1983
- オスカー・ワイルド, Le Géant égoïste ("en:The Selfish Giant")（『わがままな大男』）, 1984
- ハンス・クリスチャン・アンデルセン, "The Nightingale", 1984
- イーディス・ネズビット, "The Deliverers of their country"（『国をすくった子どもたち ― あっちこっちりゅうだらけのお話』）, 1985
- オスカー・ワイルド. "The Canterville Ghost", 1986
- チャールズ・ディケンズ, Un Chant de Noël ("en:A Christmas Carol")（『クリスマス・キャロル』）, 1988
- イソップ, Fables（寓話）, 1989
- ハインツ・ヤーニッシュ（ドイツ語版） Till L'Espiègle ("en:Till Eulenspiegel")（『ティル・オイレンシュピーゲルのゆかいないたずら』）, 1990
- ハンス・クリスチャン・アンデルセン, Fairy Tales", 1991
- クリスティアン・モルゲンシュテルン, "Gallows Songs",1992
- ヴィルヘルム・ハウフ, "Dwarf Nose"（『鼻のこびと』）, 1993
- "The Art of Lisbeth Zwerger" (イラスト集 1977-1993), 1993
- テオドール・シュトルム, "Little Hobbin"（『ちいさなヘーヴェルマン』）, 1995
- ライマン・フランク・ボーム, "The wizard of Oz"（『オズの魔法使い』）, 1996
- ハインツ・ヤーニッシュ L'Arche de Noé ("en:Noah's Ark")（『ノアの箱舟』）, 1997
- ルイス・キャロル, Alice au pays des merveilles ("en:Alice in Wonderland")（『不思議の国のアリス』） , 1999
- "The Bible", 2000
- ラドヤード・キップリング " How the Camel got his Hump", 2001
- ピョートル・チャイコフスキー "Swanlake"（『白鳥の湖』）, 2002
- E.T.A.ホフマン, "Nutcracker"（『くるみ割り人形』）,2003 (2版)
- ハンス・クリスチャン・アンデルセン, "The Little Mermaid"（『人魚ひめ』）, 2004
- クレメント・クラーク・ムーア（英語版）, "The Night before Christmas"（『クリスマスのまえのばん』）, 2005
- グリム兄弟, "The BremenTown Musiscians"（『ブレーメンの音楽隊』）, 2006

## 日本語訳された作品
- 『ヘンゼルとグレーテル』グリム兄弟作、佐久間彪訳、かど創房、1981年
- 『くるみわり人形とねずみの王さま』E.T.A.ホフマン作、山本定祐訳、冨山房、1981年
- 『おやゆびひめ』H.C.アンデルセン作、佐久間彪訳、かど創房、1982年
- 『賢者のおくりもの』オー・ヘンリー作、矢川澄子訳、冨山房、1983年
- 『あかずきん』グリム兄弟作、池田香代子訳、冨山房、1983年
- 『ばらになった王子』クレメンス・ブレンターノ文、池田香代子訳、冨山房、1983年
- 『ふしぎな子』E.T.A.ホフマン文、矢川澄子訳、冨山房、1985年
- 『七わのからす』グリム兄弟作、池田香代子訳、冨山房、1985年
- 『国をすくった子どもたち - あっちこっちりゅうだらけのお話』イディス・ネズビット作、猪熊葉子訳、太平社、1987年
- 『ぶたかい王子』ハンス・クリスチャン・アンデルセン作、北村太郎訳、冨山房、1987年
- 『わがままな大男』オスカー・ワイルド作、北村太郎訳、冨山房、1987年
- 『ちいさなヘーヴェルマン』テオドール・シュトルム作、池内紀訳、太平社、1997年
- 『クリスマス・キャロル』チャールズ・ディケンズ作、吉田新一訳、太平社、1989年
- 『イソップ12の物語』イソップ原作、吉田新一訳、太平社、1990年
- 『ティル・オイレンシュピーゲルのゆかいないたずら』ハインツ・ヤーニシュ作、阿部謹也訳、太平社、1991年
- 『アンデルセンコレクション』ハンス・クリスチャン・アンデルセン作、大畑末吉訳、太平社、1993年
- 『ちいさなヘーヴェルマン』テオドーア・シュトルム作、池内紀訳、太平社、1997年
- 『鼻のこびと』ヴィルヘルム・ハウフ作、池内紀訳、太平社、1999年
- 『ラクダのこぶはなぜできた?』ラドヤード・キップリング作、宮内悠介訳、ノルドズッド・ジャパン、2003年
- 『白鳥の湖』ピョートル・チャイコフスキー原作、池田香代子訳、ノルドズッド・ジャパン、2003年
  - 『白鳥の湖』ピョートル・チャイコフスキー原作、池田香代子訳、ブロンズ新社、2009年
- 『人魚ひめ - アンデルセンの絵本』H.C.アンデルセン原作、角野栄子文、小学館、2004年
- 『くるみ割り人形』E.T.A.ホフマン原作、ズザンネ・コッペ文、池田香代子訳、BL出版、2005年
- 『クリスマスのまえのばん』クレメント・クラーク・ムーア詩、江國香織訳、BL出版、2006年
- 『ブレーメンの音楽隊』ヤーコプ・グリム/ヴィルヘルム・グリム作、池田香代子訳、BL出版、2007年
- 『不思議の国のアリス』ルイス・キャロル作、石井睦美訳、BL出版、2008年
- 『オズの魔法使い』L.フランク・ボウム作、江國香織訳、BL出版、2008年
- 『ハーメルンの笛吹き男 - グリム兄弟『ドイツ伝説集』より』ヤーコプ・グリム/ヴィルヘルム・グリム原作、レナーテ・レッケ文、池田香代子訳、BL出版、2010年
- 『ノアの箱舟』ハインツ・ヤーニッシュ作、池田香代子訳、BL出版、2011年
- 『モルゲンシュテルンのこどものうた』クリスティアン・モルゲンシュテルン詩、池田香代子訳、BL出版、2012年
- 『リスベート・ツヴェルガーの世界』BL出版、2012年